# Winnie de Pluș (film)
Winnie de Pluș este un film de animație din 2011, produs de Walt Disney Feature Animation și lansat inițial de Walt Disney Pictures. Premiera în cinematografele românești a avut loc pe 15 iulie 2011, filmul fiind disponibil și pe DVD, din 4 noiembrie 2011.

## Prezentare
Bufnița îi trimite pe toți într-o aventură în care ar trebui să-l salveze pe Christopher Robin de un delict imaginar, iar ziua devine foarte aglomerată pentru ursulețul care nu-și dorea decât să găsească niște miere. Povestea este inspirată de cele trei povești ale lui A. A. Milne din colecția clasică Disney's.

## Dublajul în limba română
- Eusebiu Ștefănescu - Narator[3]
- Valentin Teodosiu - Aiurel[4]
- Petre Lupu - Bufniță[4]
- Daniel Stanciu - Purceluș[4]
- Ruxandra Sireteanu - Kanga[5]
- Cristian Popescu - Tigru[4]

Filmul conține următoarele cântece:
- „Cântecul burticii” interpretat de Cristian Șofron
- „Un lucru foarte important” interpretat de Anca Sigartău
- „Cântecul câștigătorului” interpretat de Cristian Șofron, Eugen Cristea, Mihai Bisericanu, Andreea Poruțiu, Valentin Teodosiu, Nicolae Adetu, Petru Mărgineanu, Răzvan Gogan
- „Cântecul Mantarcului” interpretat de: Petre Lupu
- „Va fi minunat” interpretat de Cristian Popescu, Valentin Teodosiu
- „Peste tot e miere” și (Repriză) interpretat de Cristian Șofron, Răzvan Georgescu, Georgiana Mototolea, Mircea Lucaciu, Andreea Poruțiu, Florian Costea, Rudolf Cocriș
- „Winnie de Pluș” interpretat de Anca Sigartău